# متئو گابیا
متئو گابیا (ایتالیایی: Matteo Gabbia؛ زادهٔ ۲۱ اکتبر ۱۹۹۹) بازیکن فوتبال اهل ایتالیا است که برای تیم آث میلان بازی میکند.

## عملکرد باشگاهی

### میلان
گابیا، پرورش یافته آکادمی جوانان میلان است. وی پیش از بازی در سری آ در برابر رم که در تاریخ ۷ مه ۲۰۱۷ برگزار شد، اولین دعوت خود را با سرمربی وینچنزو مونتلا به تیم بزرگسالان دریافت کرد. او، با این حال، یک جایگزین بدون استفاده باقی ماند. او اولین حضور خود را برای این باشگاه در ۲۴ اوت ۲۰۱۷ در مرحله انتخابی لیگ اروپا مقابل اشکندیا به عنوان یک تعویض در دقیقه ۷۳ به جای مانوئل لوکاتلی انجام داد.

#### دوره قرضی در لوکچزه
در تاریخ ۳۱ اوت ۲۰۱۸، گابیا با یک قرارداد قرضی به باشگاه لوکچزه پیوست. در ۱۶ سپتامبر، او در سری سی اولین بازی خود را با نتیجه ۱–۰ خانگی مقابل آرزو انجام داد. یازده روز بعد، در ۲۷ سپتامبر، او اولین گل حرفه ای خود را برای لوکچزه در دقیقه ۴۷ در تساوی ۲ بر ۲ مقابل کارارس به ثمر رساند. گابیا با ۳۰ بازی فصل خود را پایان داد و ۱ گل به ثمر رساند.

#### فصل ۲۰۲۰–۲۰۱۹
گابیا در فصل ۲۰۱۹–۲۰۲۰ به عنوان بازیکن ذخیره در پشت آلیسو رومانیولی، ماتئو موساکیو و سیمون کیایر در میلان ماند. در ۱۵ ژانویه سال ۲۰۲۰، وی در پیروزی ۳–۰ مقابل اسپال در کوپا ایتالیا بازی کرد و در دقیقه ۸۲ به عنوان جانشین سیمون کیار به میدان رفت. او اولین بازی لیگ خود را در ۱۷ فوریه ۲۰۲۰ در پیروزی خانگی ۱ بر صفر مقابل تورینو انجام داد.

## افتخارات

#### زیر ۱۹سال ایتالیا
- مقام دوم مسابقات فوتبال زیر ۱۹سال قهرمانی اروپا:۲۰۱۸

#### زیر ۲۰ سال ایتالیا
- مقام چهارم جام جهانی فوتبال زیر ۲۰ ساله‌ها:۲۰۱۹